# Animated Portable Network Graphics
O formato de arquivo APNG (Animated Portable Network Graphics) é uma extensão de imagens animada do PNG (Portable Network Graphics). Ele permite imagens animadas que funcionam de forma semelhante aos arquivos de formato GIF animado, mantendo a compatibilidade com arquivos PNG sem animação. Sua finalidade principal é considerada no uso dos aplicativos GUI e XUL.
O primeiro quadro de um arquivo APNG é armazenado como um fluxo PNG normal, e portanto a maioria dos decodificadores PNG antigos poderão exibir o primeiro quadro de um arquivo APNG. O quadro velocidade dos dados e quadros de animação extra são armazenados em blocos extras (conforme fornecido pela especificação PNG original).
APNG compete com Multiple-image Network Graphics (MNG), um formato poderoso para animações bitmap, criado pela mesma equipe do PNG. A vantagem do APNG é o menor tamanho da biblioteca e compatibilidade com as implementações mais antigas do PNG.